# Sergio Batista
Pour les articles homonymes, voir Batista.
Sergio Daniel Batista (né le 9 novembre 1962 à Buenos Aires) est un footballeur international argentin devenu par la suite entraîneur.
Joueur emblématique d'Argentinos Juniors, il est sélectionné à 40 reprises en équipe d'Argentine entre 1985 et 1990, avec laquelle il remporte la coupe du monde de 1986, puis en est finaliste en 1990.

## Biographie

### Club
Formé dans le club d'Argentinos Juniors, d'où sont sortis d'autres grands joueurs comme Juan Román Riquelme, Fernando Redondo ou Diego Maradona, il débute avec l'équipe première en 1981. Avec ce club, il remporte le championnat Metropolitano en 1984 avant de s'imposer de nouveau sous ces couleurs en 1985 (le championnat est devenu unique). L'année 1985 est belle pour Batista et ses coéquipiers, qui en plus de ce titre national décrochent également la prestigieuse Copa Libertadores en battant en match d'appui et aux penalties l'América de Cali (1-1 et 5 tirs au but à 4 après un match remporté 1-0 par chacune des deux équipes). Cette même année, ils s'inclinent face à la Juventus de Michel Platini aux tirs au but (4-3 après un match nul 2-2) le 8 décembre 1985 à Tokyo en Coupe intercontinentale.
En 1988, après 253 matches pour Argentinos Juniors, le milieu de terrain quitte son club formateur pour rejoindre River Plate. Avec les Millonarios, il remporte son troisième titre de champion à la fin de la saison 1989-1990.
À 29 ans, il retourne pour une saison à Argentinos Juniors (pour 19 matches) lors de la saison 1991 avant de terminer sa carrière dans des clubs plus modestes : il joue à Nueva Chicago au cours de la saison 1992-1993 avant de découvrir le championnat japonais durant la saison 1994-1995 (Tosu Futures (en)). À cette époque, le joueur est en proie à de gros problèmes avec la cocaïne. Il expliquera être tombé dans cette dépendance à la suite de la Coupe du monde 1990, pendant laquelle Maradona fournissait l'équipe, puis au décès de son père au début des années 1990[réf. nécessaire].
Il termine finalement sa carrière dans le petit club de Buenos Aires de All Boys qui évolue en deuxième division argentine et raccroche les crampons en 1999 à l'âge de 37 ans.

### Sélection
Sélectionné à 39 reprises en équipe nationale argentine de 1985 à 1990, il fait partie du groupe champion du monde en 1986 au Mexique. Il est même titulaire lors des sept matches que dispute son équipe lors du mondial, où avec Ricardo Giusti il forme la paire de milieux défensifs de cette équipe menée de main de maître par Diego Maradona.
Quatre ans plus tard, lors du Mundiale italien, il dispute l'intégralité des trois premiers matches de la phase de poule avant de perdre sa place à partir des huitièmes de finale. Placé sur le banc lors des quatre derniers matches, il n'entre en jeu que lors de la demi-finale face à l'Italie et voit finalement ses coéquipiers s'incliner en finale face à la RFA (0-1).

### Entraîneur
À la fin de sa carrière, Batista décide de devenir entraîneur, d'abord aux All Boys, avant qu'en 2000 il ne connaisse sa première expérience sur un banc de touche en entrainant l'équipe uruguayenne de Bella Vista. Il revient au pays la saison suivante et prend en main son équipe de cœur d'Argentinos Juniors de 2001 à 2003. Après avoir entrainé Talleres en 2003 puis de nouveau Argentinos Juniors, il se retrouve à la tête d'un autre club de milieu de tableau du pays, Nueva Chicago lors de la saison 2003-2004. Entre 2005 et 2006, il est l'adjoint d'Oscar Ruggeri à San Lorenzo.
En octobre 2007, après une rapide expérience à Godoy Cruz, il est sollicité pour devenir l'entraîneur de l'équipe d'Argentine des moins de 20 ans à la place d'Hugo Tocalli. Il accepte en parallèle de s'occuper de l'équipe d'Argentine Olympique qui défend les couleurs du pays aux Jeux olympiques de Pékin en 2008. Les talents sont nombreux dans cette équipe (Gago, Riquelme, Ángel Di María, Lionel Messi, etc.) qui remporte tous ses matchs préliminaires, se débarrasse des Brésiliens en demi-finale (3-0) avant de battre la surprenante équipe du Nigeria (1-0). Cette médaille d'or est le premier titre pour Batista en tant qu'entraîneur.
Fin 2008, il fait partie de la liste restreinte des techniciens candidats au poste de sélectionneur de l'équipe première mais Diego Maradona décroche le poste. Au lendemain de la défaite de la sélection en quart de finale de la Coupe du monde face à l'Allemagne (4-0) et à la suite de l'éviction de Diego Maradona en juillet 2010, Sergio Batista devient finalement sélectionneur par intérim de l'Argentine.
Ses trois premiers matches à la tête de l'Albiceleste se solde par un nul en Irlande et deux victoires, dont une impressionnante face aux champions du monde espagnols (4-1). Il est finalement officiellement confirmé sélectionneur le 3 novembre 2010 par le comité exécutif de l'AFA, la fédération argentine, avec pour objectif de faire briller l'Argentine à domicile lors de la Copa América 2011 en juillet 2011 et de préparer au mieux la phase finale de la Coupe du monde 2014 au Brésil, date jusqu'à laquelle son contrat court. Quelques jours plus tard, les Argentins battent le Brésil en amical (1-0), confirmant ainsi la bonne dynamique de Batista à la tête de cette sélection.
Organisant la Copa América 2011 à domicile, l'Argentine était évidemment favorite. Pourtant, en match d'ouverture, elle se révèle incapable de s'imposer face à la Bolivie (1-1). Lors du second match, l'Albiceleste est tenue en échec par la Colombie (0-0). L'Argentine se réveille enfin et bat le Costa Rica (3-0) lors du dernier match de poule au terme d'une magnifique prestation collective. L'équipe organisatrice fut néanmoins éliminée en quart de finale par l'Uruguay (1-1, 4-5 aux tirs au but). Par conséquent, tout comme Maradona, le 25 juillet 2011, il est démis de ses fonctions de sélectionneur d'Argentine par la fédération argentine de football, et annule ainsi un match amical contre la Roumanie.
Le 30 mai 2012 libre de tout contrat, l'ancien sélectionneur de l'équipe d'Argentine, s'engage en faveur du club chinois de Shanghai Shenhua.

## Palmarès

### En tant que joueur

#### En club
| - Argentinos Juniors - Championnat d'Argentine - Vainqueur (2) : 1984 (Metropolitano) et 1985. - Copa Libertadores - Vainqueur (1) : 1985. - Coupe intercontinentale - Finaliste (1) : 1985. - Copa Interamericana - Vainqueur (1) : 1986. |  | - CA River Plate - Championnat d'Argentine - Vainqueur (1) : 1990[réf. nécessaire]. |

#### En sélection
| - Argentine - Coupe du monde - Vainqueur (1) : 1986. - Finaliste (1) : 1990. |

### En tant qu'entraîneur
| - Argentine Olympique - Jeux olympiques d'été - Vainqueur (1) : 2008. |

## Carrière
| Saison                | Club                  | Championnat           | Championnat | Championnat | Coupe(s) nationale(s) | Coupe(s) nationale(s) | Compétition(s) continentale(s) | Compétition(s) continentale(s) | Compétition(s) continentale(s) | Coupe intercontinentale | Coupe intercontinentale | Sélection | Sélection | Sélection | Total | Total |
| Saison                | Club                  | Division              | M.          | B.          | M.                    | B.                    | Comp.                          | M.                             | B.                             | M.                      | B.                      | Équipe    | M.        | B.        | M.    | B.    |
| 1981                  | Argentinos Juniors    | 1                     | 15          | 2           | -                     | -                     | -                              | -                              | -                              | -                       | -                       | -         | -         | -         | 15    | 2     |
| 1982                  | Argentinos Juniors    | 1                     | 45          | 5           | -                     | -                     | -                              | -                              | -                              | -                       | -                       | -         | -         | -         | 45    | 5     |
| 1983                  | Argentinos Juniors    | 1                     | -           | -           | -                     | -                     | -                              | -                              | -                              | -                       | -                       | -         | -         | -         | 0     | 0     |
| 1984                  | Argentinos Juniors    | 1                     | 1           | 0           | -                     | -                     | -                              | -                              | -                              | -                       | -                       | -         | -         | -         | 1     | 0     |
| 1985                  | Argentinos Juniors    | 1                     | -           | -           | -                     | -                     | CL                             | 3                              | 0                              | -                       | -                       | Argentine | 2         | -         | 5     | 0     |
| 1985-1986             | Argentinos Juniors    | 1                     | -           | -           | -                     | -                     | -                              | -                              | -                              | 1                       | 0                       | Argentine | 10        | 0         | 11    | 0     |
| 1986-1987             | Argentinos Juniors    | 1                     | -           | -           | -                     | -                     | CI                             | 1                              | 0                              | -                       | -                       | Argentine | 5         | 0         | 6     | 0     |
| 1987-1988             | Argentinos Juniors    | 1                     | -           | -           | -                     | -                     | -                              | -                              | -                              | -                       | -                       | Argentine | 2         | 0         | 2     | 0     |
| 1988-1989             | CA River Plate        | 1                     | 1           | 1           | -                     | -                     | -                              | -                              | -                              | -                       | -                       | Argentine | 10        | 0         | 11    | 1     |
| 1989-1990             | CA River Plate        | 1                     | -           | -           | -                     | -                     | -                              | -                              | -                              | -                       | -                       | Argentine | 10        | 0         | 10    | 0     |
| 1990-1991             | Argentinos Juniors    | 1                     | 19          | 0           | -                     | -                     | SS                             | 2                              | 0                              | -                       | -                       | Argentine | 1         | 0         | 22    | 0     |
| 1992-1993             | CA Nuevo Chicago      | 2                     | 5           | 0           | -                     | -                     | -                              | -                              | -                              | -                       | -                       | -         | -         | -         | 5     | 0     |
| 1994                  | PJM Futures Hamamatsu | 2                     | -           | -           | -                     | -                     | -                              | -                              | -                              | -                       | -                       | -         | -         | -         | 0     | 0     |
| 1995                  | Tosu Futures          | 2                     | -           | -           | -                     | -                     | -                              | -                              | -                              | -                       | -                       | -         | -         | -         | 0     | 0     |
| 1996                  | Tosu Futures          | 2                     | -           | -           | -                     | -                     | -                              | -                              | -                              | -                       | -                       | -         | -         | -         | 0     | 0     |
| 1997-1998             | CA All Boys           | 3                     | -           | -           | -                     | -                     | -                              | -                              | -                              | -                       | -                       | -         | -         | -         | 0     | 0     |
| 1998-1999             | CA All Boys           | 3                     | -           | -           | -                     | -                     | -                              | -                              | -                              | -                       | -                       | -         | -         | -         | 0     | 0     |
| Total sur la carrière | Total sur la carrière | Total sur la carrière | 86          | 8           | -                     | -                     | -                              | 6                              | 0                              | 1                       | 0                       | -         | 40        | 0         | 133   | 8     |